# Drogowy odcinek lotniskowy Al-Abdalijja
Drogowy odcinek lotniskowy Al-Abdalija – drogowy odcinek lotniskowy zlokalizowany w Al-Abdalijji w Kuwejcie. Położony na wysokości 101 m n.p.m.